# فتيان في الأخدود
بي آي جي  أو بويز ان قروف (بالإنجليزية: B.I.G: إختصار لي: Boys In Groove)‏ هي فرقة موسيقية شكلتها شركة جي إتش إنترتينمنت في مدينة سول في كوريا الجنوبية، هذه الفرقة تتكون من ست أعضاء موهوبين. حيث كان ترسيمهم في شهر يوليو من عام 2014. كما كانت أغنية ترسيمهم بعنوان HELLO. كما تم إعطاء اسم Biginning لمعجبي هذه الفرقة. و اختصار اسمهم هو B.I.G. كانت الفرقة تتكون من خمسة أعضاء، إلى أن تم إضافة جين سوك في 2019.

## البرامج
- حلقة 138-After School Club (فقط بينجي)
- حلقة 115- After School Club (جميعهم)
- حلقة 7- Idol School (جميعهم)
- New Secret Box (مرتان)
- Show Champion
- The Show
- حلقة 312- Weekly Idol (جميعهم)
- حلقة 27 -K-Populous
- Lets live well
- Super Band- JTBC (فقط بينجي)
- آذار- 2019- Alarabiya صباح العربية (جميعهم)
- Rafiq Tv- 2019 (جميعهم)

### الراديو
- Arirang Radio- K-poppin 2017(جميعهم)
- Arirang Radio- K-poppin 2017 (جميعهم)
- 10 نيسان- 2019-(Arirang Rdaio- Kpoppin (Insider (جميعهم)
- كانون الثاني-Star Interview- KBS Word Arabic -2019 (جميعهم)
- آذار- Star Interview- KBS Word Arabic -2019 (جميعهم)
- تشرين الثاني- 2019- Music Access- Arirang Radio (جميعهم)
- حلقة 409 -Idol Radio [بحاجة لمصدر] (فقط بينجي)
- كانون الثاني Star Interview- KBS Word Arabic 2020 (جميعهم)
- حلقة 450 -Idol Radio (جميعهم)

## الأعضاء
| الاسم الفني | اسم الميلاد بالإنكليزية | تاريخ الميلاد         | الموقع في الفرقة        | الحساب الشخصي (انستغرام) | حساب الأخبار العربي (انستغرام) |
| ----------- | ----------------------- | --------------------- | ----------------------- | ------------------------ | ------------------------------ |
| جيهون       | Im JungHoon             | 15- تموز- 1990        | قائد الفرقة، مغني، راقص | jhoonstyle               | arab.jhoon                     |
| بينجي       | Bae JaeWook             | 3- أيار-1992          | مغني أساسي              | baebeni92                | arab.benji                     |
| غونمين      | Lee GunMin              | 3- تشرين الأول- 1994  | راقص أساسي، مغني ثانوي  | big_gunmin1003           | arab.gunmin                    |
| منبيو       | Guk MinPyo              | 15- تشرين الثاني-1994 | رابر أساسي              | good_minpyo              | arab_goodminpyo                |
| هيدو        | Yoo HeeDo               | 22- نيسان-1996        | رابر                    | yoo_heedo96              | arab_heedo                     |
| جين سوك     | Park JinSeok            | 9- شباط- 1998         | مغني أساسي، ماكني       | big_jinseok              | arab.jinseok                   |

## الإصدارات الموسيقية
| اسم الأغنية                | اسم الأغنية بالإنكليزية | سنة الإصدار        |
| -------------------------- | ----------------------- | ------------------ |
| هيلو                       | Hello                   | 2014 [بحاجة لمصدر] |
| آر يو ريدي                 | Are You Ready           | 2014               |
| بيتوين نايت آن ميوزيك      | Between Night n Music   | 2015               |
| تاولا                      | Taola                   | 2015               |
| أفروديت                    | Aphrodite               | 2016               |
| هيلو هيلو                  | Hello Hello             | 2017               |
| وان، تو، ثري               | 1.2.3                   | 2017               |
| هيلو هيلو (النسخة العربية) | Hello Hello Arabic Ver  | 2019               |
| إلّوجِن                      | Illusion                | 2019               |
| تيليفون (بينجي)            | (Telephone (Benji solo  | 2019               |

### الكوفرات
| الأغنية       | اللغة     | المغني الأصلي |
| ------------- | --------- | ------------- |
| بشرة خير      | العربية   | حسين الجسمي   |
| المعلم        | العربية   | سعد المجرد    |
| 3 دقات        | العربية   | أبو ويسرى     |
| ليمون (Lemon) | اليابانية | Kenshi        |
| لا بزاف       | العربية   | The 5         |

## وصلات داخلية
- كوريا الجنوبية
- سيول

## روابط خارجية
- فتيان في الأخدود على موقع ميوزك برينز (الإنجليزية)

فايسبوك 
 تويتر